# 胜家公司
胜家公司（英语：Singer Co.），又译辛格公司。是一家已经结业的美国缝纫机制造公司。

## 概要
胜家公司是由I.M.辛格在取得首台家庭缝纫机的专利权后，于1851年创建的公司。到1860年为止，胜家已成为世界上最大的缝纫机制造公司。随后该公司也开始扩大业务，生产销售动力工具、地板维护工具、家具以及电子产品。

## 历史
- 1851年，公司被创立。
- 1863年，该公司的业务全部由新组成的胜家制造公司接管。
- 1910年，该公司开始大量生产家用电器。同时期，该公司在市场营销方面也有许多创新，如分期付款。
- 1963年，改名为胜家公司。
- 1987年，该公司的缝纫机和家具生产业务被分离，成立了一新公司：SSMC公司（即现今的胜家缝纫机公司）。
- 1988年，该公司被恶意并购企业掠夺者P.比尔泽林转手并控制，资产被全部出售。
- 1991年，新成立的双湾公司破产。